# 毛里塔尼亚铁路
21°21′18″N 13°00′46″W / 21.354867°N 13.012644°W
毛里塔尼亚铁路（阿拉伯语：النقل السككي في موريتانيا），是毛里塔尼亚的一条704公里长单线准轨铁路，连接努瓦迪布港和祖埃拉特铁矿。
在法国殖民统治时期，殖民政府提出了在今毛里塔尼亚修筑该铁路的计划，1961年开始建设，1963年投入使用。这条铁路基本上沿着毛里塔尼亚和西撒哈拉边界修建。为了避开当时西班牙统治的西撒哈拉，铁路有一段2公里长的隧道。西班牙撤出西撒哈拉后，毛里塔尼亚曾短暂占领邻近地区并将铁路移动到西撒哈拉境内，隧道不再使用。目前相关地区实际上大部分被波利萨里奥阵线占领。
铁路上运行的列车全长通常超过2公里，是世界上最长的列车之一。